# ラザロス・フリストドゥロプーロス
ラザロス・フリストドゥロプーロス（ギリシア語: Λάζαρος Χριστοδουλόπουλος, Lazaros Christodoulopoulos, 1986年12月19日 - ）は、ギリシャ・テッサロニキ出身の同国代表のサッカー選手。アノルトシス・ファマグスタ所属。ポジションはフォワード、ミッドフィールダー（主にウイング）。

## 経歴

### クラブ
2004年、17歳でPAOKテッサロニキに入団し、2008年までプレー。2008年6月には名門パナシナイコスFCに移籍し、4年契約を結んだ。2011-12シーズンにはひざの故障で手術を受けたものの、2011年12月には新たに契約を2年間延長。2012-13シーズンは背番号10を背負い、チームの中心を担ったが、財政難に伴い2012年12月にチームを放出された。
2013年1月、イタリアのボローニャFCと契約。
2014年7月1日、エラス・ヴェローナFCへの移籍が発表された。
2016年8月27日、AEKアテネFCに移籍した。
2018年5月15日、7月からオリンピアコスFCに2年契約で移籍することが発表された。これにより、PAOKテッサロニキ、パナシナイコスFC、AEKアテネFC、オリンピアコスFCのギリシャ4大クラブの全てに所属した初めての選手となった。

### 代表
年代別のギリシャ代表を経て、2008年2月にA代表デビュー。

## 所属クラブ
- PAOKテッサロニキ 2004-2008
- パナシナイコスFC 2008-2013
- ボローニャFC 2013-2014
- エラス・ヴェローナFC 2014-2016

→ UCサンプドリア 2015-2016 (loan)
- AEKアテネFC 2016-2018
- オリンピアコスFC 2018-2020
- アトロミトスFC 2020-2021
- アノルトシス・ファマグスタ 2021-

## 代表歴

### 出場大会
- ギリシャ代表
  - 2014 FIFAワールドカップ

### 試合数
- 国際Aマッチ 35試合 1得点（2008年-2018年）[6]

| ギリシャ代表 | 国際Aマッチ | 国際Aマッチ |
| 年           | 出場        | 得点        |
| ------------ | ----------- | ----------- |
| 2008         | 2           | 0           |
| 2009         | 0           | 0           |
| 2010         | 2           | 0           |
| 2011         | 2           | 0           |
| 2012         | 2           | 0           |
| 2013         | 7           | 1           |
| 2014         | 9           | 0           |
| 2015         | 2           | 0           |
| 2016         | 2           | 0           |
| 2017         | 2           | 0           |
| 2018         | 5           | 0           |
| 通算         | 35          | 1           |

## タイトル
A.E.K
- スーパーリーグ : 2017-18